# Thomas Hay of Logie
Thomas Hay, Laird of Logie († 9. September 1513) war ein schottischer Adliger.
Er war der zweitgeborene Sohn des William Hay, 3. Earl of Erroll, aus dessen erster Ehe mit Lady Isabella Gordon, Tochter des George Gordon, 2. Earl of Huntly. Sein älterer Bruder William Hay beerbte 1507 den Vater als 4. Earl of Erroll.
1493 heiratete er Margaret Logie, Erbtochter des Lyon Logie of that Ilk, aus deren Recht er von König Jakobs IV. am 4. Oktober 1493 mit der feudalen Baronie Logie Almond in Perthshire belehnt wurde. Mit ihr hatte er einen Sohn und eine Tochter. Sein Sohn, George Hay († 1574), erbte 1541 den Titel als 7. Earl of Erroll. Seine Tochter, Beatrix Hay, heiratete Walter Bonar, Laird of Keltie in Fife, der aus ihrem Recht am 30. März 1522 das Gut Logie Almond erwarb.
1513 nahm er am Feldzug König Jakobs IV. nach England teil. Er wurde schließlich bei der Niederlage in der Schlacht von Flodden Field getötet, ebenso wie sein älterer Bruder William und sein König.
Seine Witwe heiratete später in zweiter Ehe Robert Murray.